# 宅野村
宅野村（たくのむら）は、島根県邇摩郡にあった村。現在の大田市の一部にあたる。

## 地理
西側は日本海に面していた。
- 河川：宅野川[1]
- 島嶼：韓島、麦島、逢島[1]

## 歴史
- 1889年（明治22年）4月1日、町村制の施行により、邇摩郡宅野村が単独で村制施行し、宅野村が発足[1][2]。
- 1909年（明治42年）- 宅野信用組合設立[1]。
- 1954年（昭和29年）4月1日 - 邇摩郡仁万町、宅野村、大国村、馬路村と合併し仁摩町を新設して廃止された[1][2]。

## 交通

### 港湾
- 宅野港[1]